# Rodelen op de Olympische Winterspelen 1988
Rodelen is een van de sporten die beoefend werden tijdens de Olympische Winterspelen 1988 in Calgary.

## Heren
| rang   | sporter(s)        | land | tijd     |
| ------ | ----------------- | ---- | -------- |
| Goud   | Jens Müller       | GDR  | 3:05.548 |
| Zilver | Georg Hackl       | FRG  | 3:05.916 |
| Brons  | Joeri Khartsjenko | URS  | 3:06.274 |
| 4      | Thomas Jacob      | GDR  | 3:06.358 |
| 5      | Michael Walter    | GDR  | 3:06.933 |
| 6      | Sergej Danilin    | URS  | 3:07.098 |
| 7      | Johannes Schettel | FRG  | 3:07.371 |
| 8      | Hansjörg Raffl    | ITA  | 3:07.525 |

## Dames
| rang   | sporter(s)         | land | tijd     |
| ------ | ------------------ | ---- | -------- |
| Goud   | Steffi Walter      | GDR  | 3:03.973 |
| Zilver | Ute Oberhoffner    | GDR  | 3:04.105 |
| Brons  | Cerstin Schmidt    | GDR  | 3:04.181 |
| 4      | Veronika Bilgeri   | FRG  | 3:05.670 |
| 5      | Joelia Antipova    | URS  | 3:05.787 |
| 6      | Bonny Warner       | USA  | 3:06.056 |
| 7      | Marie-Claude Doyon | CAN  | 3:06.211 |
| 8      | Nadezjda Danilina  | URS  | 3:06.364 |

## Dubbel
| rang   | sporter(s)                           | land | tijd     |
| ------ | ------------------------------------ | ---- | -------- |
| Goud   | Jörg Hoffmann Jochen Pietzsch        | GDR  | 1:31.940 |
| Zilver | Stefan Krauße Jan Behrendt           | GDR  | 1:32.039 |
| Brons  | Thomas Schwab Wolfgang Staudinger    | FRG  | 1:32.274 |
| 4      | Stefan Ilsanker Georg Hackl          | FRG  | 1:32.298 |
| 5      | Georg Fluckinger Robert Manzenreiter | AUT  | 1:32.364 |
| 6      | Vitali Melnik Dmitri Alexejev        | URS  | 1:32.459 |
| 7      | Kurt Brugger Wilfried Huber          | ITA  | 1:32.553 |
| 7      | Jevgeni Beloessov Aleksandr Beljakov | URS  | 1:32.553 |

## Medaillespiegel
| rang | land                     | goud | zilver | brons | totaal |
| ---- | ------------------------ | ---- | ------ | ----- | ------ |
| 1    | DDR                      | 3    | 2      | 1     | 6      |
| 2    | Bondsrepubliek Duitsland | 0    | 1      | 1     | 2      |
| 3    | Sovjet-Unie              | 0    | 0      | 1     | 1      |
|      |                          | 3    | 3      | 3     | 9      |